# Marinilla
Marinilla là một khu tự quản thuộc tỉnh Antioquia, Colombia. Thủ phủ của khu tự quản Marinilla đóng tại Marinilla Khu tự quản Marinilla có diện tích 115 ki lô mét vuông. Đến thời điểm ngày 28 tháng 5 năm 2005, khu tự quản Marinilla có dân số 34656 người.